# الحارث بن عبد العزى
الصحابي الحارث بن عبد العزى
هو الصحابي الجليل الحارث بن عبد العزى بن رفاعة بن ملان بن ناصرة بن فصية بن نصر بن سعد بن بكر بن هوازن، أبو رسول الله من الرضاعة.

## احاديث ذكر فيها
روى يونس بن بكير، عن ابن إسحاق، عن أبيه إسحاق بن يسار، عن رجال من بني سعد بن بكر قالوا: قدم الحارث بن عبد العزى، أبو رسول الله من الرضاعة. على رسول الله مكة، فقالت له قريش: ألا تسمع ما يقول ابنك هذا؟ قال: ما يقول؟ قالوا: يزعم أن الله يبعث بعد الموت، وأن للناس دارين يعذب فيهما من عصاه، ويكرم من أطاعه! وقد شتت أمرنا، وفرق جماعتنا، فأتاه فقال: أي بني، مالك ولقومك يشكونك ويزعمون أنك تقول: إن الناس يبعثون بعد الموت، ثم يصيرون إلى جنة ونار؟ فقال رسول الله : «نعم، أنا أزعم ذلك، ولو قد كان ذلك اليوم يا أبة قد أخذت بيدك حتى أعرفك حديثك اليوم». فأسلم الحارث بعد ذلك، فحسن إسلامه، وكان يقول حين أسلم: لو قد أخذ ابني بيدي، فعرفني ما قال لم يرسلني حتى يدخلني الجنة. أخرجه ابن منده وأبو نعيم.